# Жана тилек
Жана тилек (каз. Жаңа тілек, до 08.11.2007 г. — Южное) — село в Урджарском районе Абайской области Казахстана. Административный центр Жана тилекского сельского округа. Код КАТО — 636447100.

## Население
В 1999 году население села составляло 1576 человек (790 мужчин и 786 женщин). По данным переписи 2009 года, в селе проживало 1357 человек (705 мужчин и 652 женщины).